# Billy Boy Arnold

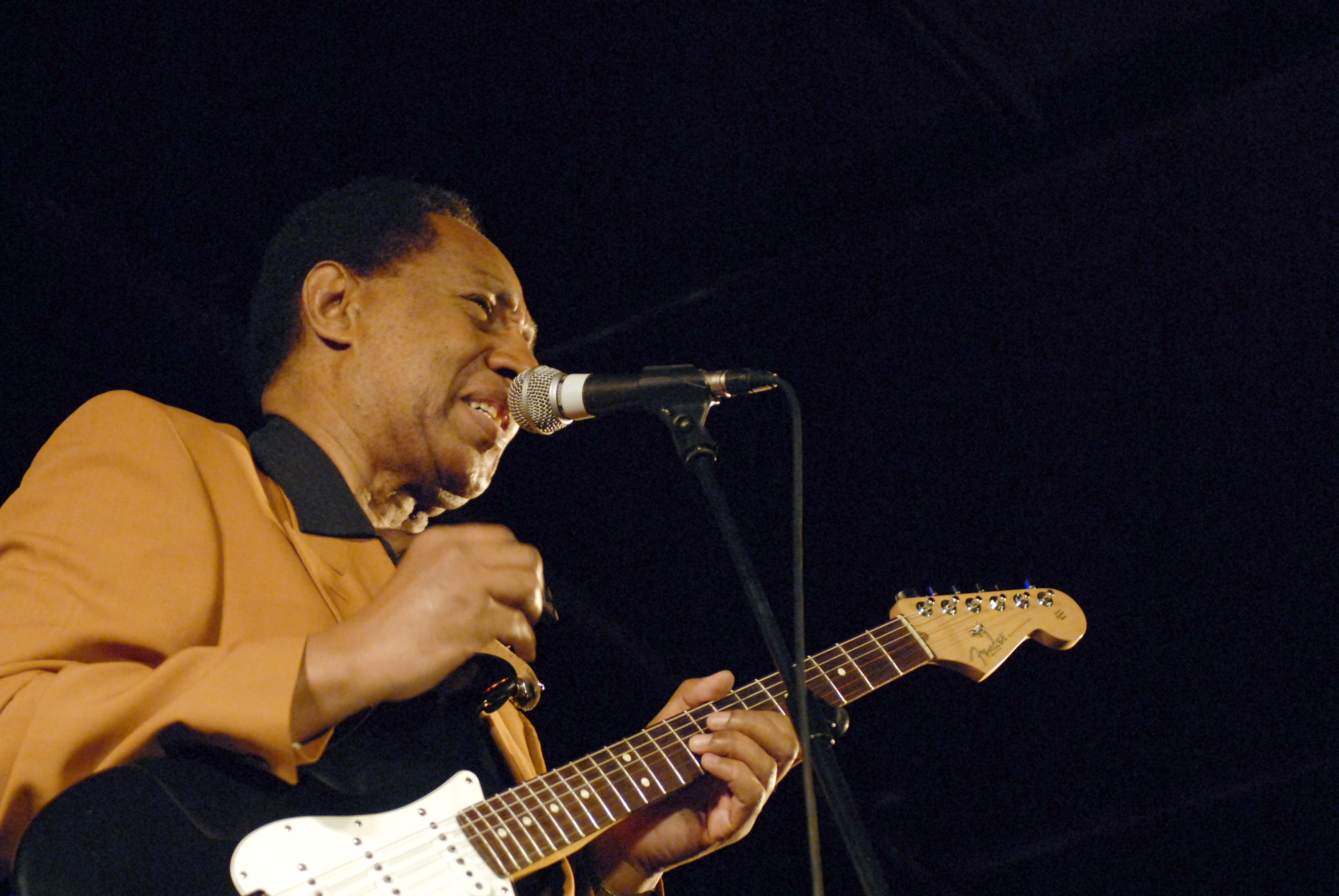
Billy Boy Arnold vid International Jazz Festival, Wellington, Nya Zeeland 2006.

William "Billy Boy" Arnold, född den 16 september 1935 i Chicago, Illinois, är en amerikansk bluesmunspelare, -sångare, -gitarrist och låtskrivare som, utöver sin solokarriär, har arbetat tillsammans med artister som Bo Diddley, Johnny Shines, Otis Rush, Earl Hooker, Howlin' Wolf och Muddy Waters.

## Biografi
William Arnold växte upp i Chicago och i sin barndom lyssnade han på John Lee "Sonny Boy" Williamsons skivinspelningar. Han köpte ett munspel, började spela på detta och i april 1948 sökte den tolvårige pojken upp sin idol i dennes bostad på South Giles Street, blev insläppt och fick en "lektion" i hur man spelar. Han hann återkomma några gånger, men redan i juni mördades Williamson.. Arnold fortsatte med munspelandet, träffade efter några år Muddy Waters och Bo Diddley, började, tillsammans med Jody Williams, att spela med Diddley och fick 1953 göra egen skivdebut på det lilla skivmärket "Cool" (vilket kallade honom "Billy Boy Arnold" på debutplattans etikett). Han spelade med Diddley på dennes stora hit I'm A Man / Bo Diddley 1955 (och även på She's Fine, She's Mine samma år), spelade in några egna singlar (på Vee-Jay Records), men efter debutalbumet More Blues On The South Side 1965 föll han, och den traditionella bluesen som helhet, i glömska hos chicagopubliken och spelningarna uteblev, varefter han först försörjde sig som busschaufför och sedan som övervakare.
1975 deltog han i europaturnén "American Blues Legends", vilken även resulterade i ett album med de ingående artisterna, och 1977 besökte han ännu en gång Europa och spelade in EPn Superharps (utgiven 1979) på Red Lightnin' i England. Han gjorde en spelning här och där under 1980-talet och 1993 gjorde han amerikansk "comeback" med albumet Back Where I Belong på Alligator Records, vilket följdes upp med Eldorado Cadillac 1995. 1999 släpptes albumet Catfish med Arnolds inspelningar från Red Lightnin' 1977.

## Utmärkelser
Billy Boy Arnold valdes in i Blues Hall of Fame 2012 liksom hans låt I Wish You Would 2016. Han bidrog till två album som vann Blues Music (W.C. Handy) Awards - Chicago Blues A Living History the (R)evolution Continues 2012 (Best Traditional Blues Album) och Remembering Little Walter 2014  (Best Album of the Year och Best Traditional Blues Album) - och nominerades individuellt ytterligare sex gånger.

## Övrigt
I november 2021 publicerade University of Chicago Press Arnolds självbiografi The Blues Dream of Billy Boy Arnold.
Billy Boy Arnolds yngre bror, Jerome Arnold, spelar elbas och har medverkat på några av hans inspelningar.
Arnolds låt I Wish You Would har även spelats in av the The Yardbirds (singel 1964 och på albumet For Your Love 1965), Canned Heat (på Live at Topanga Corral 1971) David Bowie (på Pin Ups 1973), Al Kooper (på Championship Wrestling 1981), Tom Jones (på Long Lost Suitcase 2015) och ett antal andra.

## Diskografi

### Singlar
- I Ain't Got No Money / Hello Stranger (1953 - with Bob Carter's Orchestra)
- I Wish You Would / I Was Fooled (1955 - som Biily Boy)
- I Ain't Got You / Don't Stay Out All Night (1956 - som Biily Boy)
- Here's My Picture / You've Got Me Wrong (1956 - som Biily Boy)
- My Heart Is Crying / Kissing At Midnight (1957 - som Biily Boy)
- Prisoner's Plea / Rockin' itis (1957 - som Biily Boy)
- I Wish You Would / Prisoner's Plea (1964 - som Biily Boy)
- You're My Girl / School Time (1964 - som Biily Boy)
- Yellow Rose From Texas (1993, sida B: Esther Phillips - Nobody But You)

### EP
- Superharps: Catfish Blues / Just A Dream (1979 - på andra sidan Little Walter Juke / Sad)

### Album
- More Blues On The South Side (1965)
- Kings Of Chicago Blues Vol. 3 (1975) - även utgivet som:
  - Sinner's Prayer (1975)
- Checkin' It Out (1979)
- Ten Million Dollars (1984)
- Back Where I Belong (1993)
- Eldorado Cadillac (1995)
- Goin' To Chicago (1995)
- Blowin' The Blues Away (1997)
- Live At The Venue 1990 (2000)
- Boogie 'n' Shuffle (2001)
- Consolidated Mojo (2005)
- Billy Boy Arnold Sings Sonny Boy (2008)
- Billy Boy Arnold Sings Big Bill Broonzy (2012)
- The Blues Soul Of Billy Boy Arnold (2014)

#### Samlingsalbum
- Blow The Back Off It (1975)
- Crying And Pleading (1980)
- I Wish You Would (1993 - inspelningar på Vee-Jay 1955-1957)
- Catfish (1999)
- Come Back Baby I Wish You Would (2020)
- I Ain't Got You (2021)

#### Med andra artister
- Little Johnny Jones with Billy Boy Arnold (1979 - inspelad 1963)
- Eddie Taylor & Billy Boy Arnold (1979)